# Semestene
Semestene é uma comuna italiana da região da Sardenha, província de Sassari, com cerca de 227 habitantes. Estende-se por uma área de 39 km², tendo uma densidade populacional de 6 hab/km². Faz fronteira com Bonorva, Cossoine, Macomer (NU), Pozzomaggiore, Sindia (NU).

## Demografia
| Variação demográfica do município entre 1861 e 2011                               |
|                                                                                   |
| Fonte: Istituto Nazionale di Statistica (ISTAT) - Elaboração gráfica da Wikipedia |